# Raksha Sutra

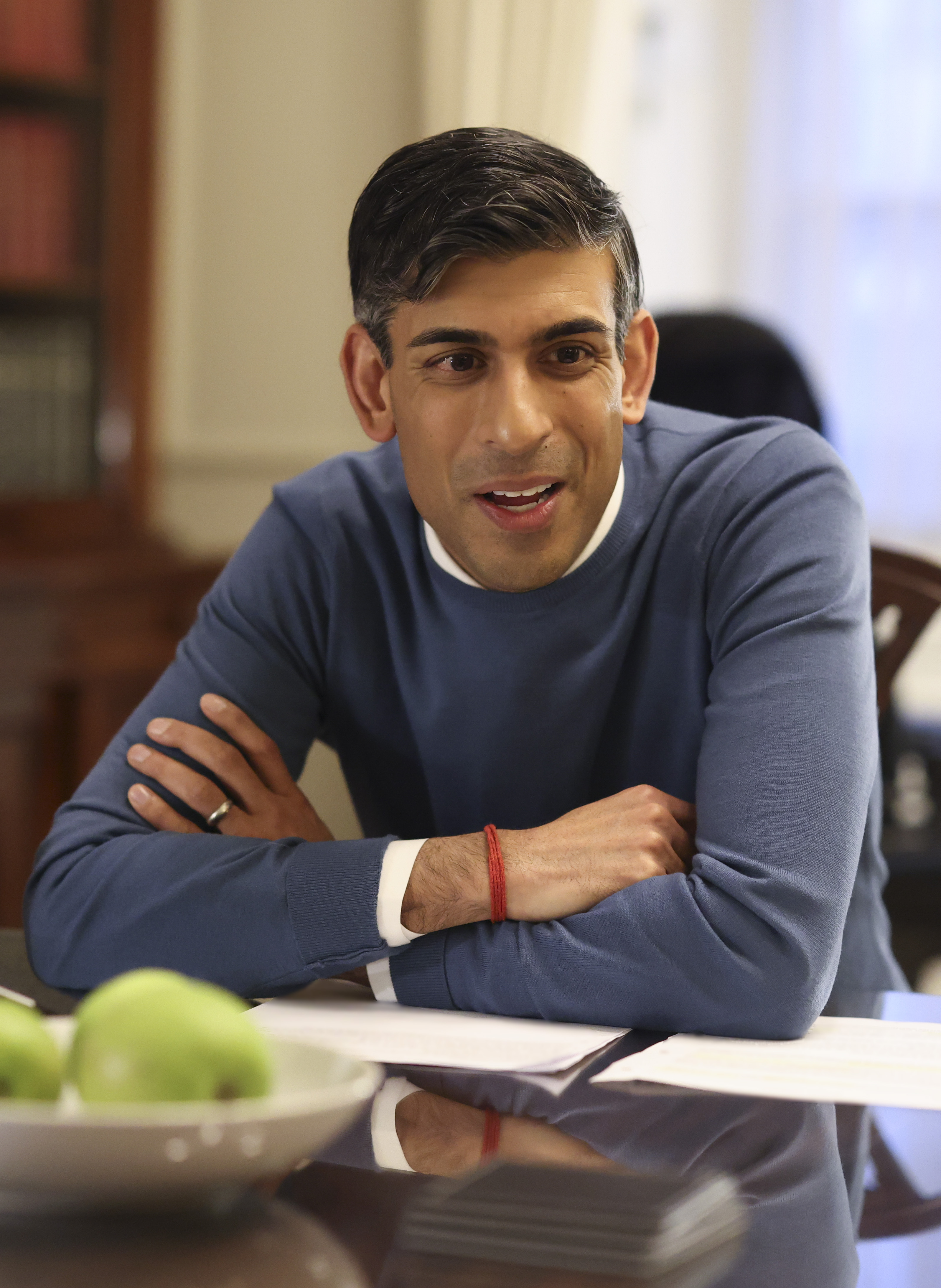
Voormalig premier van het Verenigd Koninkrijk Rishi Sunak draagt een Raksha Sutra

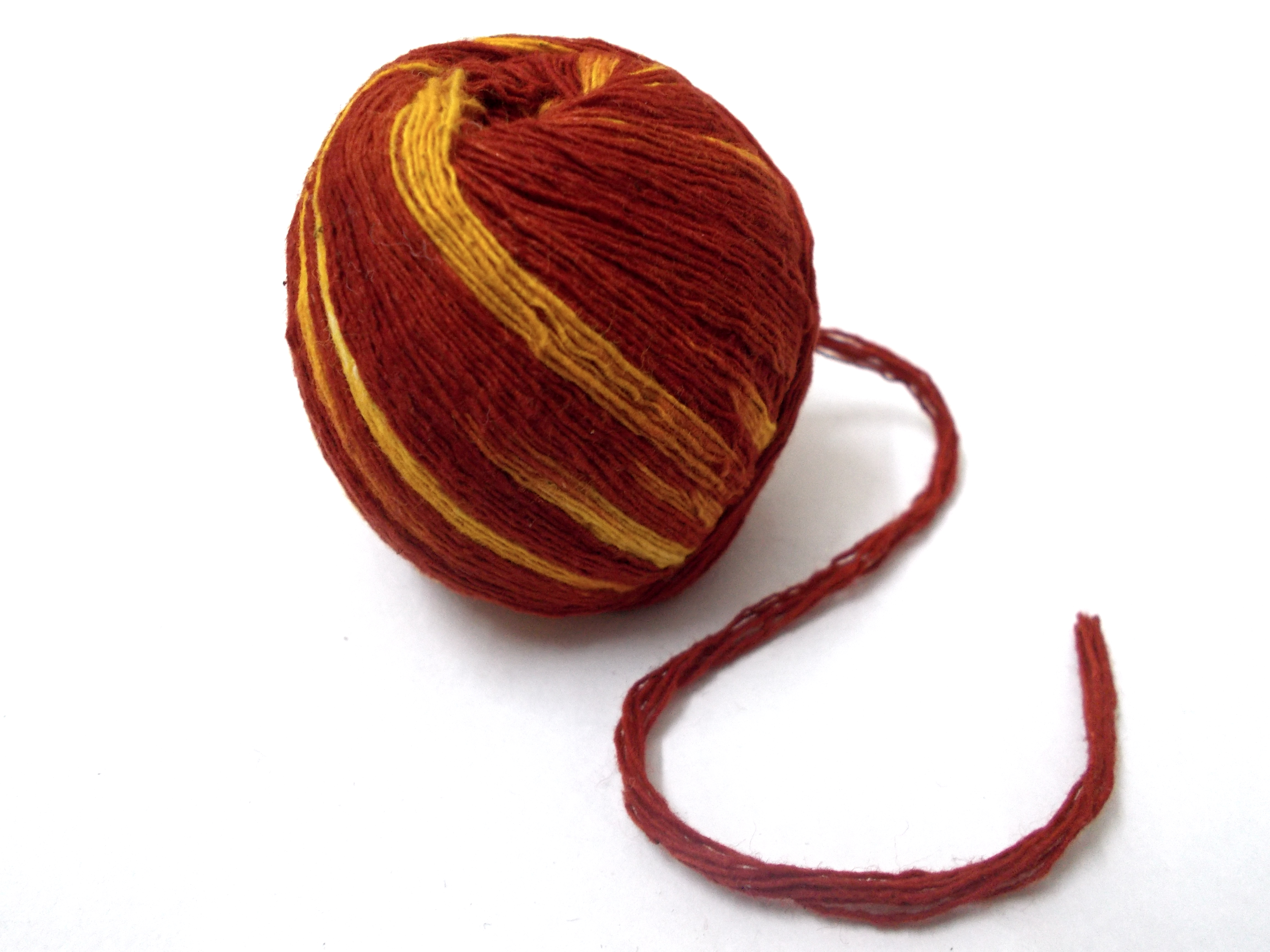
Een bolletje Mauli (Kalava)

Een Raksha Sutra, ook bekend als mauli of kalawa, is een rood-geel gekleurde rituele beschermingskoord, soms met knopen, dat wordt gedragen door hindoes.
Raksha (रक्षा) betekent bescherming en Sutra (सूत्र ) heilig draad. De raksha sutra wordt tijdens een puja door een pandit om de pols gebonden terwijl hij een mantra opsomt. Het doel van de raksha sutra is om de drager te beschermen tegen elke vorm van negativiteit, boze ogen en hindernissen. Ongehuwde vrouwen dragen de Raksha Sutra om hun linkerarm, terwijl mannen en getrouwde vrouwen deze om hun rechterarm dragen.
Wanneer de heilige draad om de pols wordt gebonden, symboliseert deze de relatie tussen ziel en opperziel. Het roept ook zegeningen op van God, zodat de drager altijd goede daden verricht.
Tijdens de hindoeïstische feestdag Raksha Bandhan binden zussen een vergelijkbaar beschermingskoord (rakhi) om de pols van hun broers.